# Найзаможніші люди України 2024
Цей список відображає найбагатших людей України за версією оцінок їх статків журналами NV, Фокус та Forbes.

## Версія журналу «NV»
Згідно з журналом NV, найзаможнішими громадянами України у 2024 році були:
| №  | Ім'я                      | Сфера діяльності         | Статки 2024 року, $ млрд. | Основні активи            |
| -- | ------------------------- | ------------------------ | ------------------------- | ------------------------- |
| 1  | Рінат Ахметов             | металургія, ПЕК, СКМ     | 5,065                     | «Метінвест», ДТЕК, СКМ    |
| 2  | Віктор Пінчук             | металургія               | 2,199                     | Інтерпайп, EastOne        |
| 3  | Олексій Порошенко         | харчпром                 | 1,166                     | Рошен                     |
| 4  | Влад Яценко               | IT, фінтех               | 1,125                     | Revolut                   |
| 5  | Андрій Веревський         | АПК                      | 1,010                     | Kernel                    |
| 6  | Олександр і Галина Гереги | ритейл, агросектор       | 0,827                     | Епіцентр К                |
| 7  | Олексій Шевченко          | IT                       | 0,769                     | Grammarly                 |
| 8  | Максим Литвин             | IT                       | 0,769                     | Grammarly                 |
| 9  | Ігор Коломойський         | фінанси                  | 0,561                     | Приват                    |
| 10 | Сергій Тігіпко            | машинобудування, фінанси | 0,448                     | група ТАС, Універсал Банк |

## Версія журналу «Фокус»
Згідно з журналом Фокус, найзаможнішими громадянами України у 2024 році були:

| №  | Ім'я                       | Сфера діяльності                                            | Статки 2024 року, $ млрд. | Основні активи                 |
| -- | -------------------------- | ----------------------------------------------------------- | ------------------------- | ------------------------------ |
| 1  | Рінат Ахметов              | металургія, нафтогаз, енергетика, агро                      | 7,500                     | СКМ                            |
| 2  | Віктор Пінчук              | металургія, медіа                                           | 1,860                     | Інтерпайп                      |
| 3  | Влад Яценко                | IT                                                          | 1,300                     | Revolut                        |
| 4  | Олександр і Галина Гереги  | ритейл, агро                                                | 1,240                     | Епіцентр К                     |
| 5  | Вадим Новикський           | металургія, агро, енергетика, суднобудування                | 1,160                     | Smart Holding                  |
| 6  | Костянтин Жеваго           | Металургія, фармацевтика                                    | 1,070                     | Ferrexpo, «Артеріум»           |
| 7  | Олексій та Петро Порошенки | харчова промисловість, фінанси                              | 1,050                     | Рошен                          |
| 8  | Ігор Коломойський          | металургія, хімпром, нафтогаз, енергетика                   | 0,940                     | Дніпроазот                     |
| 9  | Андрій Веревський          | АПК                                                         | 0,915                     | Kernel                         |
| 10 | Максим Литвин              | IT                                                          | 0,750                     | Grammarly                      |
| 11 | Олексій Шевченко           | IT                                                          | 0,750                     | Grammarly                      |
| 12 | Макс Поляков               | IT, космос, дейтинг                                         | 0,680                     | Noosphere Ventures             |
| 13 | Юрій Косюк                 | аграрна галузь, харчова промисловість                       | 0,645                     | Миронівський хлібопродукт      |
| 14 | Сергій Тігіпко             | фінанси, промисловість, агровиробництво                     | 0,640                     | група ТАС                      |
| 15 | Геннадій Боголюбов         | металургія, хімпром, нафтогаз                               | 0,625                     | Дніпроазот                     |
| 16 | Геннадій Буткевич          | ритейл, харчопром, логістика, корисні копалини, будівництво | 0,545                     | АТБ, BGV Group Management      |
| 17 | Микола Злочевський         | нафтогаз                                                    | 0,515                     | Burisma Holdings               |
| 18 | Олександр Ярославський     | фінанси, нерухомість, промисловість, транспорт, страхування | 0,487                     | DCH                            |
| 19 | Олександр Конотопський     | IT, охоронні системи                                        | 0,480                     | Ajax Systems                   |
| 20 | Віктор Карачун             | ритейл, харчопром, логістика                                | 0,445                     | АТБ                            |
| 21 | Євген Єрмаков              | ритейл, харчопром, логістика                                | 0,445                     | АТБ                            |
| 22 | Олег Рогинський            | IT                                                          | 0,435                     | People.ai                      |
| 23 | Віталій Хомутиннік         | нерухомість, нафтогаз, агро, фінанси, венчурні інвестиції   | 0,423                     | Cascade Investment Fund        |
| 24 | Владислав Чечоткін         | ритейл, IT                                                  | 0,366                     | Rozetka                        |
| 25 | Степан Черновецький        | нерухомість, IT                                             | 0,365                     | Chernovetskyi Investment Group |

## Версія журналу «Forbes»
Згідно з журналом Forbes, найзаможнішими громадянами України у 2024 році були:
| № | Ім'я               | Сфера діяльності                             | Статки 2024 року, $ млрд. | Основні активи       |
| - | ------------------ | -------------------------------------------- | ------------------------- | -------------------- |
| 1 | Рінат Ахметов      | металургія, нафтогаз, енергетика, агро       | 4,000                     | СКМ                  |
| 2 | Віктор Пінчук      | металургія, медіа                            | 2,000                     | Інтерпайп            |
| 3 | Вадим Новикський   | металургія, агро, енергетика, суднобудування | 1,200                     | Smart Holding        |
| 4 | Костянтин Жеваго   | Металургія, фармацевтика                     | 1,200                     | Ferrexpo, «Артеріум» |
| 5 | Геннадій Боголюбов | Фінанси                                      | 1,000                     | Приват               |